# Louis-Charles Greffulhe
Pour les articles homonymes, voir Greffulhe.

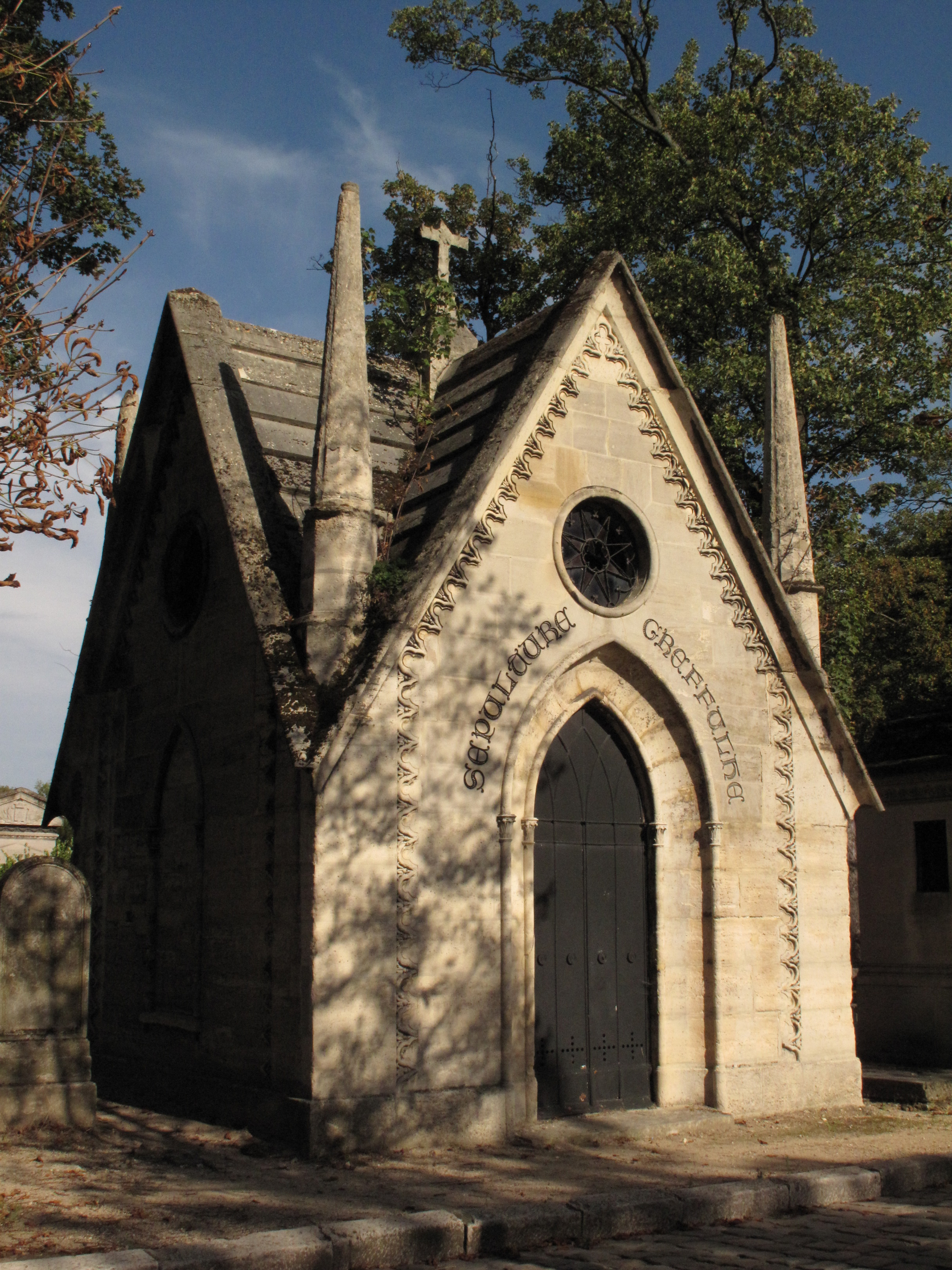
Chapelle au Père-Lachaise.

Louis-Charles, comte Greffulhe, né le 9 février 1814 à Rouen et mort le 27 septembre 1888 à Paris, est un banquier et homme politique français.

## Biographie
Fils du comte Jean-Henry-Louis Greffulhe et de Marie Françoise Louise Célestine Gabrielle de Vintimille du Luc, il est aussi le petit-fils de Charles Félix René de Vintimille du Luc, général.
Il est âgé de six ans seulement, en 1820, lorsque son père décède. Le droit héréditaire le désigne pour lui succéder comme membre de la Chambre des pairs. 
Il ne prend séance que le 16 avril 1839, lorsqu'il atteint l'âge légal, et siège jusqu'en 1848, parmi les partisans du gouvernement de Louis-Philippe. 
Après la Révolution de 1848, il se retire de la vie politique.
Greffulhe possède en Seine-et-Marne, à Bois Boudran, un domaine où des chasses réunissent les princes d'Orléans et nombre de personnalités françaises ou étrangères de distinction. 
Les réceptions dans son hôtel de la rue d'Astorg sont aussi très brillantes.
Son nom est donné à une rue du 8e arrondissement de Paris, la rue Greffulhe.
Il est inhumé au cimetière du Père-Lachaise (43e division).

### Mariage et descendance
Il épouse à Paris le 29 avril 1846 Félicité de La Rochefoucauld Estissac (Paris, 3 décembre 1824 - 9 mai 1911), fille d'Alexandre Jules de La Rochefoucauld, duc d'Estissac, et d'Hélène Dessole.
Dont trois enfants :
- Henry Greffulhe, comte Greffulhe, conseiller-général et député de Seine et Marne (Paris, 25 décembre 1848 - 31 mars 1932), marié à Paris le 25 septembre 1878 avec Elisabeth Riquet de Caraman Chimay (1860-1952), dont postérité ;
- Jeanne Greffulhe (Paris, 20 mars 1850 - Paris, 24 mars 1891), mariée à Paris le 18 juin 1868 avec S.A.S. le prince et duc Auguste Louis Albéric d'Arenberg, député du Cher (1837-1924), dont postérité ;
- Louise Greffulhe (5 juin 1852 - Paris 8e, 29 juin 1932), mariée à Choisy au Bac le 3 avril 1871 avec Robert des Acres de l'Aigle, marquis de L'Aigle, conseiller général et député de l'Oise (1843-1931), dont postérité.

## Sources
- « Greffulhe (Louis-Charles, comte) », dans Adolphe Robert et Gaston Cougny, Dictionnaire des parlementaires français, Edgar Bourloton, 1889-1891 [détail de l’édition]